# Watophilus alabamae
Watophilus alabamae är en mångfotingart som beskrevs av Chamberlin 1912. Watophilus alabamae ingår i släktet Watophilus och familjen storjordkrypare. Inga underarter finns listade i Catalogue of Life.